# Скуп свих интервала дванаестонског низа
У музици, скуп свих интервала дванаестонског низа, серија или акорд је додекафонски тонски низ уређен тако да садржи по један примерак сваког интервала у оквиру октаве, од 1 до 11 (поредак свих интервала, од 0 до 11, који садржи сваку класу интервала висине тона, од 0 до 11). То је „дванаестотонски просторни скуп састављен од једанаест интервала [између узастопних тонова]”. Постоји 1.928 различитих скупова свих интервала дванаестонског низа. Ови скупови се могу поредити у времену или у регистру. „Различитост” у овом контексту значи у транспозиционој и ротационој нормалној форми (што даје 3856 таквих серија), не узимајући у обзир инверзијски сродне форме.
Ових 1.928 тонских низова је независно поново откривено неколико пута, а њихово прво израчунавање вероватно је извршио Андре Риот 1961. године.
Пошто је збир бројева од 1 до 11 једнак 66, низ свих интервала мора садржати тритонус између прве и последње ноте, као и у средини.

## Примери

### Мајчин акорд
Први познати низ свих интервала, F, E, C, A, G, D, A♭, D♭, E♭, G♭, B♭, C♭, назван је Mutterakkord (Mutterakkord, „мајчин акорд”) по Фрицу Хајнриху Клајну, који га је створио 1921. године за своју композицију за камерни оркестар Die Maschine.
```
0 e 7 4 2 9 3 8 t 1 5 6
```

Интервали између узастопних парова нота су следећи (t = 10, e = 11):
```
 e 8 9 t 7 6 5 2 3 4 1
```

Клајн је користио Мајчин акорд у свом делу Die Maschine, оп. 1, и извео га је из Пирамидалног акорда (Pyramidakkord):
```
0 0 e 
9
 
6
 2 9 3 8 
0
 
3
 5 6
```

разлика
```
   e t 9 8 7 6 5 4 3 2 1
```

транспоновањем подвучених нота (0369) за два полустепена наниже. Пирамидални акорд се састоји од свих интервала наслаганих, од најнижег до највишег, од 12 до 1, и иако садржи све интервале, не садржи све класе висина тонова и стога није тонски низ. Клајн је изабрао назив Mutterakkord како би избегао дужи термин попут низа свих интервала дванаестонског низа и зато што је то акорд који обједињује све друге акорде тако што их садржи у себи.
Низ Мајчиног акорда користио је и Албан Берг у својој Лирској свити (1926) и у својој другој поставци песме Теодора Шторма Schliesse mir die Augen beide.
Насупрот томе, хроматска скала садржи само интервал 1 између сваке узастопне ноте:
```
0 1 2 3 4 5 6 7 8 9 t e
 1 1 1 1 1 1 1 1 1 1 1
```

и стога није низ свих интервала.

### Бакин акорд
Бакин акорд је једанаестоинтервални, дванаестотонски, инвертибилни акорд са свим својствима Мајчиног акорда. Поред тога, интервали су распоређени тако да се смењују непарни и парни интервали (рачунато у полустепенима) и да се непарни интервали узастопно смањују за један цео тон, док се парни интервали узастопно повећавају за један цео тон. Изумео га је Николас Слонимски 13. фебруара 1938. године.
```
    0   e   1   t   2   9   3   8   4   7   5   6
     \ / \ / \ / \ / \ / \ / \ / \ / \ / \ / \ /
непарни:  e   |   9   |   7   |   5   |   3   |   1
парни:      2       4       6       8       t
```

Сличан низ, иако са свим нотама унутар исте октаве због смењивања узлазних и силазних интервала (где се величина свих интервала смањује за један), користио је Кајкхосру Шапурџи Сорабџи као прву тему у шестострукој фуги своје Треће оргуљашке симфоније.

### Линк акорди
Линк акорди су дванаестотонски скупови свих интервала који садрже један или више непрекинутих примерака све-трикордног хексакорда ({012478}). Пронашао их је Џон Ф. Линк, а користио их је Елиот Картер у делима као што је Symphonia.
```
0 1 4 8 7 2 e 9 3 5 t 6
 1 3 4 e 7 9 t 6 2 5 8
0 4 e 5 2 1 3 8 9 7 t 6
 4 7 6 9 e 2 5 1 t 3 8
```

Постоје четири 'Линк' акорда који су РИ-инваријантни.
```
0 t 3 e 2 1 7 8 5 9 4 6
 t 5 8 3 e 6 1 9 4 7 2
```

```
0 t 9 5 8 1 7 2 e 3 4 6
 t e 8 3 5 6 7 9 4 1 2
```